# Terapont Biełozierski
Terapont Biełozierski, Terapont Możajski, imię świeckie: Fiodor Poskoczin (ur. 1337 w Wołokołamsku, zm. 27 maja 1426 w Łużkach) – święty mnich prawosławny.

## Życiorys
Pochodził z rodziny szlacheckiej. W wieku czterdziestu lat złożył śluby zakonne w Monasterze Simonowskim w Moskwie, przed jego przełożonym, ihumenem Teodorem (również późniejszym świętym prawosławnym). Poznał tam mnicha Cyryla, razem z którym spotykał się z Sergiuszem z Radoneża i słuchał jego pouczeń duchowych. Następnie zakonnicy Terapont i Cyryl wyjechali na północ dzisiejszej Rosji, nad Jezioro Białe. Początkowo mieszkali razem w miejscu, gdzie powstał następnie Monaster Cyrylo-Biełozierski, po czym, za zgodą Cyryla, Terapont przeniósł się na nowe miejsce, między jeziorami Pawskim i Borodawskim. Wzniósł pustelnię w lesie i zamieszkał w niej samotnie, żyjąc w całkowitym milczeniu. Kilkakrotnie był napadany. Ostatecznie zdobył jednak znaczny autorytet duchowy i zaczął gromadzić wokół siebie uczniów. Powstała w ten sposób wspólnota, która przerodziła się w Monaster Terapontowski. W 1398 Terapont wzniósł na jej potrzeby drewnianą cerkiew Narodzenia Matki Bożej. Wspólnie z innymi mnichami zbudował również zespół cel. Odmówił natomiast objęcia godności przełożonego klasztoru.
W 1408 kniaź możajski Andriej Dmitriewicz poprosił mnicha Teraponta o założenie nowego monasteru w Możajsku. Duchowny opuścił zatem zbudowany przez siebie klasztor i założył kolejną wspólnotę w mieście Łużki, nad rzeką Moskwą, otrzymując liczne nadania od kniazia możajskiego. W nowym klasztorze wybudował cerkiew Narodzenia Matki Bożej. Metropolita kijowski Focjusz nadał mu wówczas godność archimandryty. Terapont pozostawał w Łużkach przez kolejne 18 lat, do swojej śmierci 27 maja 1426. Został pochowany pod ścianą głównej cerkwi klasztornej. Na miejscu tym została następnie wzniesiona cerkiew św. Jana Klimaka, przemianowana w 1720 na świątynię pod wezwaniem Teraponta Biełozierskiego.
Nieformalny kult Teraponta pojawił się natychmiast po jego śmierci. W 1514 miała miejsce translacja jego relikwii. Mnich został kanonizowany w 1547 w Moskwie. Jego wspomnienie przypada 27 maja i 27 grudnia (kalendarz juliański).